# Etica grijii
Etica grijii (sau a îngrijirii) este o teorie normativă etică care susține că acțiunea morală se axează pe relațiile interpersonale și îngrijire sau bunăvoință ca pe o virtute. Etica îngrijirii este una dintre grupurile de teorii normative etice care au fost dezvoltate de către feminiști în a doua jumătate a secolului al XX-lea. În timp ce teoriile etice consecvențialiste și deontologice subliniază standardele generalizabile și imparțialitatea, etica îngrijirii subliniază importanța răspunsului la individ. Distincția dintre general și individual se reflectă în diferitele lor întrebări morale: „ce este drept?” versus „cum să răspund?”. Gilligan critică aplicarea standardelor generalizate ca fiind "problematic din punct de vedere moral, deoarece generează orbire sau indiferență morală".
Unele convingeri ale teoriei sunt de bază:
- Se înțelege că persoanele au diferite grade de dependență și interdependență una față de cealaltă.
- Persoanele afectate de consecințele alegerilor trebuie să fie luate în considerare proporțional cu vulnerabilitatea lor.
- Detaliile determină modul de protejare și promovare a intereselor celor implicați.

## Relația cu pozițiile etice tradiționale
Etica în îngrijire contrastează cu modele etice mai bine cunoscute, cum ar fi teoriile consecvențialiste (de exemplu, utilitarismul) și teoriile deontologice (de exemplu, etica kantiană) prin faptul că încearcă să încorporeze virtuți și valori feminizate tradițional, care, susținătorii eticii de îngrijire susțin, că sunt absente în astfel de modele tradiționale de etică.

## Aspecte teoretice
„Etica drepturilor se bazează pe principiul egalității și se axează pe înțelegerea corectitudinii, în timp ce etica responsabilității se bazază pe echitate, pe recunoașterea necesității diferențelor. În timp ce etica drepturilor este o manifestare a respectului egal, echilibrând cerințele celorlalți cu cele personale, etica responsabilității se întemeiază pe înțelegerea care conduce la compasiune și grijă” (Gilligan, 1995).